# Petropavlovsk (1911)
 For alternative betydninger, se Petropavlovsk. (Se også artikler, som begynder med Petropavlovsk)
Petropavlovsk (russisk: Петропавловск) var et russisk slagskib. Hun var det tredje af fire slagskibe (dreadnought) i Gangut-klassen (også kaldet Sevastopol-klassen), der blev påbegyndt kort før 1. verdenskrig til brug for Den kejserlige russiske flåde. Skibet var færdigbygget i vinteren 1914-1915, men var ikke kampklar før midten af 1915. Skibet havde som funktion at beskytte indsejlingen til Finske bugt mod den tyske flåde. Tyskerne var dog ikke aktive i den den af Østersøen, og hun udførte derfor opgaver med beskyttelse af russiske minelægningsfartøjer i stedet. 
Skibets besætning deltog i det generelle mytteri efter februarrevolutionen i 1917 og hun var det eneste slagskib som bolsjevikkerne rådede over efter oktoberrevolutionen senere i 1917. Hun var med til at nedkæmpe mytteriet i ved Krasnaja Gorka-fortet og støttede bolsjevikkernes styrker, der i 1918-19 kæmpede mod britiske skibe under de allieredes intervention i den russiske borgerkrig, der støttede Den hvide hær. 
I 1921 deltog skibets besætning i Kronstadt-opstanden. Da denne var nedkæmpet, blev skibet den 31. marts 1921 omdøbt til Marat. Efter dannelsen af Sovjetunionen indgik hun i Sovjetunionens flåde. 
Under Sovjetunionens angreb på Finland beskød Marat den 19. december 1939 fæstningen Saarenpää, men blev ramt af fæstningens artilleri og måtte trække sig tilbage.
Hun blev sænket den  23. september 1941 af det tyske flyver-es Hans-Ulrich Rudel, der ramte hende med to 1000 kg bomber. Hun blev dog hævet senere, og var aktiv under belejringen af Leningrad. Hun blev hugget op i 1953.